# La saggezza del capitano Barnacle
La saggezza del capitano Barnacle (Captain Barnacle, Diplomat) è un cortometraggio muto del 1911 diretto da Van Dyke Brooke che ne è anche l'interprete principale. Tra gli altri attori, Maurice Costello, Hazel Neason e l'attore bambino Paul Kelly che, all'epoca del film, aveva dodici anni.

## Produzione
Il film fu prodotto dalla Vitagraph Company of America

## Distribuzione
Il film - un cortometraggio in una bobina - uscì nelle sale cinematografiche USA il 30 ottobre 1911, distribuito dalla General Film Company.